# Sueño Florianópolis
Sueño Florianópolis es una película argentina de 2018 coescrita, coproducida y dirigida por Ana Katz.
La película fue acreedora de varios premios en el Festival de Karlovy Vary, donde también fue su estreno mundial, entre los que se cuentan el premio especial del jurado y el de mejor actriz, entre otros.

## Reparto
- Andrea Beltrão como Larisa.
- Gustavo Garzón como Pedro.
- Joaquín "Garza" Garzón como Julián.
- Caio Horowicz como César.
- Manuela Martínez como Flor.
- Mercedes Morán como Lucrecia.

## Sinopsis
Lucrecia, Pedro y los adolescentes Julián y Florencia partieron de Buenos Aires en un día sofocante en un Renault 12 "break", de vacaciones al balneario brasileño de Florianópolis. Una historia de primer amor, amantes del pasado, encuentros fatales y alegrías fugaces.

## Premios y nominaciones

### Participación en festivales de cine
| Festival                 | Fecha de evento                   | Categoría                  | Premio             | Ref.  |
| ------------------------ | --------------------------------- | -------------------------- | ------------------ | ----- |
| Festival de Karlovy Vary | 29 de junio al 7 de julio de 2018 | Sección oficial            | Nominado           | [ 2 ] |
| Festival de Karlovy Vary | 29 de junio al 7 de julio de 2018 | Premio especial del jurado | Ganador            | [ 2 ] |
| Festival de Karlovy Vary | 29 de junio al 7 de julio de 2018 | Mejor actriz               | Ganador            | [ 2 ] |
| Festival de Karlovy Vary | 29 de junio al 7 de julio de 2018 | Premio de la crítica       | Ganador            | [ 2 ] |
| Festival de Toronto      | 6 al 16 de septiembre de 2018     | World Contemporary Cinema  | Sólo participación | [ 3 ] |